# Konrad Meier (Bibliothekar)
Konrad Meier (auch Konrad Meyer; * 27. Mai 1780; † 6. Januar 1813) war von 1805 bis 1811 Stiftsbibliothekar in St. Gallen. Er war der erste kantonale Angestellte in dieser Funktion.

## Leben
Meier trat am 1. Januar 1798 in den Zisterzienserorden, der im Kloster St. Urban beheimatet war, ein. Er studierte ab 1801 in Wien, ab 1804 in Landshut und ab Januar 1805 in München. Bereits im September 1805 trat er die ausgeschriebene Stelle als Aufseher der Stiftsbibliothek St. Gallen an, die zu der Zeit dem Kanton St. Gallen gehörte, weil das Kloster im selben Jahr aufgehoben worden war. Weidmann nennt Regierungsrat Müller-Friedberg seinen «thätigen Gönner», derselbe war für die Auflösung des Klosters St. Gallen verantwortlich. Seinem Einfluss sei es zu verdanken, dass Meier die Stellen eines Archivars, Bibliothekverwesers und Mitgliedes des «innern Ausschusses» des Erziehungsrates erhielt.
Der Kleine Rat von St. Gallen übertrug Meier auch die Aufgabe, einen Entwurf des Strafgesetzbuches zu schreiben, der auch mit wenigen Abänderungen angenommen und zum Gesetz des jungen Kantons erhoben wurde. 1811 ging Meier in die Abtei St. Urban zurück, wo er bereits ein Jahr später erkrankte. Dieser Erkrankung erlag er innert eines weiteren Jahres, das er zur Kur in Herdern verbrachte.

## Wirken
Konrad Meier übernahm das Amt des Stiftsbibliothekars aus den Händen des Kantons bzw. dessen Kommissärs Franz Josef Büeler. Weidmann beschreibt ihn als «ein[en] junge[n], talentvolle[n] Mann» um die Tragik herauszubilden, dass Meier in seiner Tätigkeit keine freie Hand hatte. Er erhielt bereits am 20. Dezember 1805 eine Art Instruktion zu seiner Aufgabe, die ihn in seiner Verwaltungsfreiheit stark restringierte. Dennoch schaffte Meier einige schöne Ausgaben von Werken früher, italienischer Dichter an, wie Weidmann betont.